# Stanislav Mužík
Stanislav Mužík (10. května 1945 – 3. června 2017, Opařany) byl český hokejový útočník.

## Hokejová kariéra
V československé lize hrál za CHZ Litvínov. Odehrál 3 ligové sezóny, nastoupil v 7 ligových utkáních a dal 3 ligové góy. Dále hrál během vojenské služby za Duklu Košice a Duklu Jihlava „B“ a po návratu z vojny i za Šumavan Vimperk, TJ Slovan Jindřichův Hradec a TJ VS Tábor.

## Klubové statistiky
| Sezona    | Klub         | Soutěž  | Základní část | Základní část | Základní část | Základní část | Základní část |
| Sezona    | Klub         | Soutěž  | Z             | G             | A             | B             | TM            |
| --------- | ------------ | ------- | ------------- | ------------- | ------------- | ------------- | ------------- |
| 1963/1964 | CHZ Litvínov | 1. liga | 1             | 0             | -             | -             | -             |
| 1966/1967 | CHZ Litvínov | 1. liga | 4             | 2             | -             | -             | -             |
| 1968/1969 | CHZ Litvínov | 1. liga | 2             | 1             | 0             | 1             | -             |